# Vanuatun történt légi közlekedési balesetek listája
A Vanuatun történt légi közlekedési balesetek listája mind a halálos áldozattal járó, mind pedig a kisebb balesetek, meghibásodások miatt történt, gyakran csak az adott légiforgalmi járművet érintő baleseteket is tartalmazza évenkénti bontásban.

## Vanuatun történt légi közlekedési balesetek

### 2018
- 2018. július 28., Port Vila. Az Air Vanuatu légitársaság 241-es járata (lajstromjele YJ-AV71), egy ATR 72 típusú utasszállító repülő egyik hajtóműve kigyulladt a levegőben. A gépen utazó 39 utas és 4 fő személyzet közül 13 fő megsérült, halálos áldozat nem volt.[1]